# تيودور هابيشت
كان تيودور هابيشت (4 أبريل 1898 - 31 يناير 1944) شخصية سياسية رائدة في ألمانيا النازية. لقد لعب دورًا قياديًا في الحزب النازي النمساوي. كما شارك في إدارة النرويج التي احتلها ألمانيا النازية، خلال الحرب العالمية الثانية، حتى فَصْله من قبل أدولف هتلر. خدم لاحقًا في الفيرماخت وقُتل في معركة على الجبهة الشرقية في نيفل في عام 1944.

## السنوات المبكرة
ولد في فيسبادن وتلقى تعليمه في مسقط رأسه وفي برلين، وتطوع في الجيش الإمبراطوري الألماني في عام 1915، وخدم في الجبهة الغربية وفي إيسونزو في إيطاليا. شارك لفترة وجيزة مع الشيوعية بعد تسريحه عام 1919، وسرعان ما شارك في المناوشات ضد رابطة سبارتاكوس قبل أن يستقر في العديد من وظائف ذوي الياقات البيضاء المنخفضة المستوى.

## القائد النازي
انضم هابيشت إلى الحزب النازي في يوليو 1926 وأنشأ عددًا من المجلات المحلية للمجموعة. وفي أبريل 1927 أصبح نائب أورتسجروبلايتر (قائد المجموعة المحلية) في فيسبادن. سرعان ما انتقل إلى أورتسجروبلايتر، واعتبارًا من 20 مايو 1928 كان زعيمًا للنازيين في مجلس مدينة فيسبادن. في عام 1930 انتخب هابيشت إلى الشورى الموحد من هسن-ناساو. وبحلول سبتمبر 1931، كان قد تم انتخابه أيضًا لعضوية الرايخستاغ عن الدائرة الانتخابية رقم 19، هسن-ناساو، واحتفظ بهذا المنصب نظريًا حتى عام 1938.
بناءً على أوامر من أدولف هتلر، تم إرساله إلى النمسا في عام 1931 للإشراف على إعادة تنظيم الحزب النازي النمساوي. وفي وقت لاحق، أطلق عليه لقب مفتش الحزب النازي، وكان القائد الفعال للنازيين النمساويين، مع أن القيادة الفخارية كانت لLandesleiter (مدير البلد) ألفريد بروكس. وفي عهد هابيشت، شهد النازيين نموًا، على حساب هيموير الذي تحول العديد من أعضائه إلى النازية. في البداية، حاول المستشار النمساوي إنغلبرت دولفوس التوفيق، وعرض على هابيشت مقعدين وزاريين نازيين، قبل محاولة إقناع إيطاليا بممارسة الضغط على هتلر لتقييد أنشطة هابيشت المناهضة للحكومة. تم ترحيل هابيشت في عام 1933 بعد أن قررت الحكومة النمساوية أخيرًا حظر الحزب النازي تمامًا. ردًا على ذلك، أنشأ هابيشت قيادة في المنفى في ميونخ وجهت حملة إرهاب ضد نظام دولفوس والتي بلغت ذروتها بمحاولة انقلاب فاشلة في مقتل دولفوس في يوليو 1934 تحت قيادة زعيم قوات الأمن الخاصة النمساوية فريدولين جلاس. ولكونه شخصيةً لا تحظى بشعبية لدى العديد من النمساويين، فقد تم استبعاده من البلاد بعد هذا الفشل حيث ألقى هتلر باللوم على هابيشت، الذي كان مسؤولًا عن تحديد تفاصيل محاولة الانقلاب.

## بعد الضم
فقد هابيشت مصداقيته بشدة بسبب الفشل، ودخل في عزلة في جبال هارز قبل أن يُسمح له بتولي منصب عمدة فيتنبرغ في عام 1937. استعاد هابيشت سمعته جزئيًا، وعاد إلى دور أكثر أهمية في نوفمبر 1939 عندما تم تعيينه وكيل وزارة الخارجية في وزارة الخارجية الألمانية. وكجزء من واجباته، تم إرساله إلى النرويج في عام 1940 للتحقيق في تنظيم الحكومة في الأراضي المحتلة حديثًا، ودعا إلى إزالة حكومة فيدكون كفيشلينغ واستبدالها بمجلس إداري. في البداية، كان يأمل في إعطاء أي نظام المزيد من الشرعية من خلال وضع بال بيرغ الشهير على رأسه بدلًا من الشخصية الثانوية لكفيشلينغ، مع رفض بيرغ لأي تسوية من هذا القبيل. ومع ذلك، عندما رفض يوهان نيغورسفولو هوكون السابع ملك النرويج خططه، فقد هتلر مرة أخرى ثقته في هابيشت وأمره بالدخول إلى الفيرماخت. أمضى ما تبقى من حياته على الجبهة الشرقية وتوفي في معركة هناك في نيفل.

## روابط خارجية
- Datenbank der deutschen Parlamentsabgeordneten